# Bistum Cádiz y Ceuta
Das Bistum Cádiz y Ceuta (lat.: Dioecesis Gadicensis o Gaditanus et Septensis) ist eine in Spanien gelegene römisch-katholische Diözese mit Sitz in Cádiz.

## Geschichte
Das Bistum Cádiz wurde am 5. Februar 1241 durch Papst Gregor IX. errichtet. Es wurde dem Erzbistum Sevilla als Suffraganbistum unterstellt. Am 7. September 1851 wurde dem Bistum Cádiz das Bistum Ceuta angegliedert.